# Schwarzach, Baden-Württemberg
Schwarzach là một thị xã nằm ở huyện Neckar-Odenwald-Kreis, thuộc bang Baden-Württemberg, Đức.

## Thị trưởng

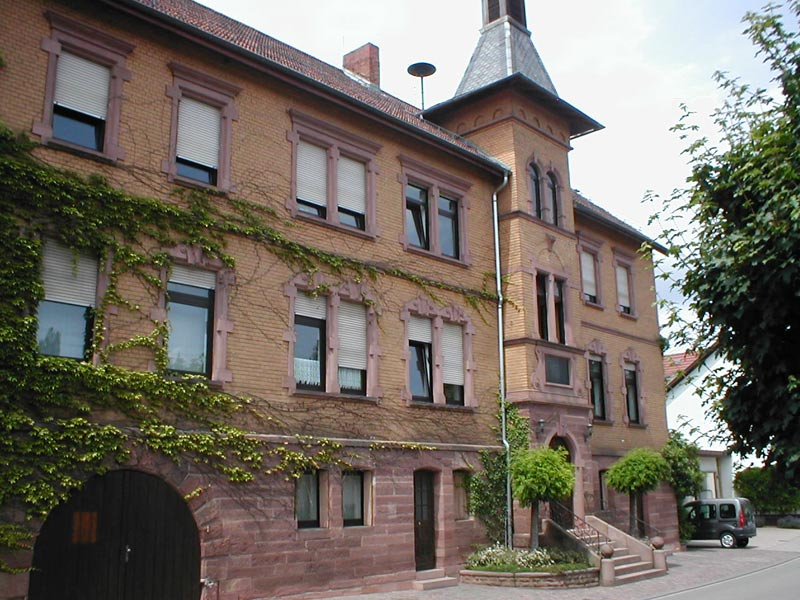
Tòa thị chính Unterschwarzach

- Từ năm 2015: Mathias Haas
- 1991-2014: Theo Haaf [2]